# Zanthoxylum petiolare
Zanthoxylum petiolare là một loài thực vật có hoa trong họ Cửu lý hương. Loài này được A.St.-Hil. & Tul. miêu tả khoa học đầu tiên năm 1842.